# Antiokh Kantemir

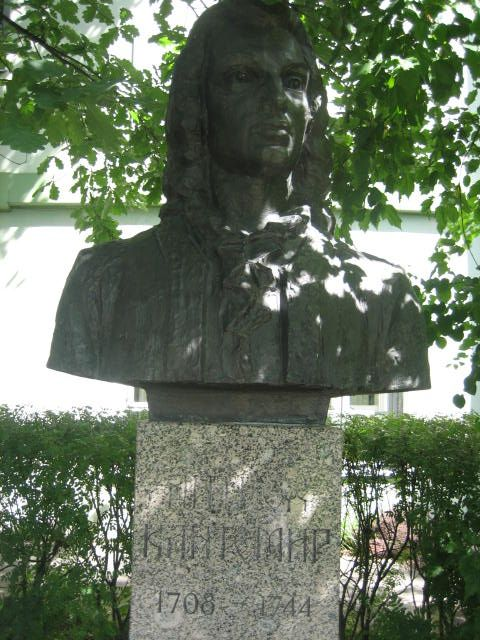
Memorial al pati de la Universitat Estatal de Sant Petersburg al departament filològic

El príncep Antiokh Dmítrievitx Kantemir (Антиох Дмитриевич Кантемир en rus, Antioh Cantemir en romanès, Dimitri Kantemiroğlu en turc, Antioche Cantemir en francès; 8 de setembre, 1708 - 31 de març, de 1744) fou un intel·lectual i diplomàtic rus nascut moldau.

## Biografia
Kantemir va néixer de la unió del príncep moldau Dimitrie Cantemir i la princesa Kassandra Cantacuzè a Iaşi.
Educat pel seu pare i en l'Acadèmia de Sant Petersburg, i havent passat bona part de la seva joventut com a ostatge a l'otomana ciutat d'Istanbul, Antiokh es reuní amb Dimitrie a Rússia, en la seva finca situada a les proximitats de Khàrkiv.
Antiokh Kantemir morí un solter a París, mentre que el litigi pel que fa als seus fills il·legítims continuà durant anys.

## Obra
Des de 1731 va ser representant diplomàtic permament (ambaixador) rus a Londres (on s'endugué el manuscrit de Dimitrie Història del Creixement i Decadència de l'Imperi Otomà, i escrigué també la biografia i bibliografia del seu pare que acompanyava l'edició anglesa de 1756). Des de 1736 fins a la seva mort, Antiokh va ser ministre plenipotenciari a París, on era una figura intel·lectual coneguda i amic de confiança de Montesquieu i Voltaire.
La seva obra reflecteix l'abast i el propòsit de l'estil europeu de les reformes de Pere el Gran, i destaca com a contribució a la integració de la cultura russa al circuit mundial de classicisme. En aquest sentit, l'esforç més evident és la seva Petrida, una poesia èpica inacabada que glorifica l'emperador.
La llengua de Kantemir sembla esmorteïda i antiquada al lector modern, perquè seguia el sistema sil·làbic de rimar, que va ser descartat posteriorment. Els seus poemes més coneguts són unes quantes sàtires a la manera de Juvenal, incloent-hi Al meu parer: sobre aquells que culpen l'educació i Sobre l'enveja i orgull dels cortesans malintencionats.
Kantemir traduï també de Fontenelle al rus (1740 - Converses sobre la pluralitat dels Mons), tot i que aquesta obra fou censurada en part com a herètica. També va escriure un treball sobre la versificació en rus antic (1744) i traduí la poesia d'Horaci i Anacreont al rus. El seu propi treball filosòfic és del 1742, i es titula Sobre la natura i l'home ("Или природе и Человек").